# Протасово (Луховицкий район)
Протасово — деревня в Газопроводском сельском поселении Луховицкого района Московской области. Деревня также принадлежит и к более мелкому образованию — Кончаковскому сельскому округу.
Деревня небольшая, практически нежилая — в ней по данным 2006 года живёт всего лишь 2 человека. Ближайшие к деревне Протасово населённые пункты небольшая деревня Новокошелево и более крупная деревня Павловское.
Протасово расположено практически в безлесной зоне на р. Протасовке (приток р. Меча), река Меча находится в 1 км от деревни.

## Расположение
- Расстояние от административного центра поселения — посёлка Газопроводск
  - 5,5 км на северо-запад от центра посёлка
  - 8 км по дороге от границы посёлка
- Расстояние от административного центра района — города Луховицы
  - 14 км на юго-восток от центра города
  - 15,5 км по дороге от границы города (по Новорязанскому шоссе и далее направо через Старокошелево)

## Транспорт
Рядом с Протасово проходит автобусный рейс № 35 Луховицы — Кончаково. Автобус заходит в Новокошелево и Павловское и проходит по дороге мимо Протасово (от дороги до Протасово всего лишь порядка 500 м).